# Campionati europei di ciclocross 2016
I Campionati europei di ciclocross 2016, quattordicesima edizione della competizione, si sono disputati a Pontchâteau, in Francia, dal 29 al 30 ottobre 2016.

## Medagliere
| Pos.   | Nazione       | Oro | Argento | Bronzo | Totale |
| ------ | ------------- | --- | ------- | ------ | ------ |
| 1      | Belgio        | 2   | 0       | 2      | 4      |
| 2      | Paesi Bassi   | 1   | 3       | 1      | 4      |
| 3      | Italia        | 1   | 0       | 0      | 1      |
| 3      | Gran Bretagna | 1   | 0       | 0      | 1      |
| 5      | Francia       | 0   | 2       | 1      | 3      |
| 6      | Rep. Ceca     | 0   | 0       | 1      | 1      |
| Totale | Totale        | 5   | 5       | 5      | 15     |

## Sommario degli eventi
| Eventi            | Oro                          | Tempo    | Argento                          | Tempo | Bronzo                       | Tempo |
| Uomini            |                              |          |                                  |       |                              |       |
| Elite dettagli    | Toon Aerts Belgio            | 1:04'16" | Mathieu van der Poel Paesi Bassi | a 45" | Wout Van Aert Belgio         | a 45" |
| Under-23 dettagli | Quinten Hermans Belgio       | 54'46"   | Joris Nieuwenhuis Belgio         | s.t.  | Sieben Wouters Belgio        | s.t.  |
| Junior dettagli   | Thomas Pidcock Gran Bretagna | 44'03"   | Nicolas Guillemin Francia        | a 14" | Timo Kielich Paesi Bassi     | a 22" |
| Donne             |                              |          |                                  |       |                              |       |
| Elite dettagli    | Thalita de Jong Paesi Bassi  | 43'17"   | Lucinda Brand Paesi Bassi        | a 17" | Caroline Mani Francia        | a 17" |
| Under-23 dettagli | Chiara Teocchi Italia        | 44'43"   | Hélène Clauzel Francia           | a 11" | Jana Czeczinkarová Rep. Ceca | a 39" |